# Mathilda Bergström
Mathilda Maria Charlotta Bergström, född Wisell 24 februari 1845 i Stockholm (eller 1841), död 15 oktober 1901 i Stockholm, var en svensk skådespelerska.
Bergström debuterade år 1860, vid bara 16 års ålder, som Elin i Henrik Ibsens Fru Inger till Östråt hos teaterdirektören Fredrik Smitt. Hon var därefter engagerad vid olika ambulerande sällskap i Sverige och Finland 1860–1873. Åren 1873–1880 var hon vid Mindre teatern i Stockholm, där hon spelade i både tal- och sångpjäser. Mellan 1880 och 1889 var hon vid Södra teatern, Nya teatern och Vasateatern. Bergström engagerades 1889 vid Svenska Teatern i Helsingfors, där hon stannade till 1893. Därefter var hon åter vid Vasateatern 1893–1895 och vid Södra teatern från 1896.
Bland hennes roller kan nämnas Fanchon, Esmeralda, Séraphine, Prins Rafael i Prinsessan af Trebizonde, Fragoletto i Frihetsbröderna, Gabrielle i Hundra jungfrur, Césarine i Theblomma, Bibletto i Tjufskyttarne, Rosalinda i Läderlappen och drottningen i Sjökadetten. Hon var också en framstående kuplettsångare.
Hon var gift med skådespelaren Otto Bergström (1839–1903).

## Teater

### Roller
| År   | Roll                      | Produktion                                                                 | Regi | Teater           |
| ---- | ------------------------- | -------------------------------------------------------------------------- | ---- | ---------------- |
| 1869 | Fina                      | Syfröknarna Anton Bittner                                                  |      | Mindre teatern   |
| 1876 | Mamsell Bohm              | Nerkingarne Axel Anrep                                                     |      | Mindre teatern   |
| 1876 |                           | Jorden runt på åttio dagar Adolphe d'Ennery                                |      | Djurgårdsteatern |
| 1876 | Änkegrevinnan Danicheff   | Familjen Danicheff Pierre Newsky                                           |      | Mindre teatern   |
| 1876 | Fatiniza                  | Fatiniza Franz von Suppé, Friedrich Zell och Richard Genée                 |      | Mindre teatern   |
| 1878 | Diane de Chateau-Lansac   | Lille hertigen Henri Meilhac och Ludovic Halévy                            |      | Mindre teatern   |
| 1879 | Maria Francisca           | Sjökadetten Richard Genée och Camillo Walzel                               |      | Mindre teatern   |
| 1879 | Diana                     | Orfeus i underjorden Jacques Offenbach, Hector Crémieux och Ludovic Halévy |      | Mindre teatern   |
| 1881 | Madame de Quimper-Karadec | Pariserliv Jacques Offenbach, Henri Meilhac och Ludovic Halévy             |      | Mindre teatern   |
| 1882 | Therese                   | Gipsfiguren Th Taube                                                       |      | Mindre teatern   |
| 1887 | Abbedissan                | Amors gengångare Louis Varney, Jules Prével och Armand Liorat              |      | Vasateatern      |
| 1889 | Petronella                | Boccaccio Franz von Suppé, Camillo Walzel och Richard Genée                |      | Vasateatern      |
| 1889 | Drottning Milda           | Riddar Blåskägg Jacques Offenbach, Henri Meilhac och Ludovic Halévy        |      | Vasateatern      |
| 1889 |                           | Lilla Putte Alfred Hennequin                                               |      | Vasateatern      |
| 1893 | Albertina Koch            | Amors droska Rudolf Kneisel och Hermann Hirschel                           |      | Vasateatern      |
| 1894 | Fru Winter                | En séance vid Saltsjöbaden Harald Leipziger                                |      | Vasateatern      |